# 元気に再チャレンジ! 〜キラキラしている女性たち〜
『元気に再チャレンジ! 〜キラキラしている女性たち〜』（げんきにさいチャレンジ キラキラしているじょせいたち）は内閣府男女共同参画局が制作した広報ビデオ（ビデオグラム）である。出演は、森口博子、新井康弘、小倉唯。

## 概要
結婚、出産、育児、家事などで離職した専業主婦が再就職を目指す「女性の再チャレンジ」をテーマとしたビデオで、2006年に内閣府男女共同参画局が制作した。ある主婦が社会で再起しようと、家族の理解を得ながら、諦めずにチャレンジを継続して再就職するという、さらだたまこ脚本による森口博子主演のドラマをもとに、実際に「再チャレンジ」を果たした女性たちのインタビューやドキュメンタリーを織り交ぜて力強いエールを送る、「専業主婦の再就職」を啓発する作品となっている。そして、本作を収録したビデオは全国の男女共同参画センターなどの公共施設に配布された。

## あらすじ
家事と娘の育児の日々を送っていた主婦・山田裕美は、再び社会で働こうと決心し、就職活動を始めるも不採用の連続に落胆する。そんな折、地域で開催された「再就職支援セミナー」に参加し自分以外にも大勢の再チャレンジ仲間がいることを知って勇気づけられた裕美は、再び就職活動に積極的に取り組み再就職を目指していく。

## 登場人物
山田裕美
本作の主人公。36歳の主婦。出勤、登校の夫と娘を送り出したある日、自宅前を悠然と歩くキャリアウーマン風のOLに自己投射して、自分ももう一度輝きたいと思い、再就職を一念発起する。結婚前は経理の仕事をしていた。運転免許を持っている。
夫
裕美の夫。会社員。最近、部長代理に昇格した。裕美の就職活動を、家計が苦しいわけでもなく、再就職で家事と育児がおろそかになると危惧して賛成しなかったが、彼女の諦めない姿勢に再就職への理解を示していく。
山田未来
山田夫妻の一人娘で、ませた小学生女子。
徹
裕美の弟。山田家とは離れて暮らす独身男性。最近、彼の部下として年上の女性社員が配属され、彼女に仕事を助けられている模様。
他、ドキュメンタリーパートには浅草花やしきなどに再就職した主婦の女性たちが登場する。

## キャスト
ドラマパート出演者のクレジットは下記の3名のみ。
- 山田裕美 - 森口博子[2]
- [注 2] - 新井康弘[2]
- 山田未来 - 小倉唯[2]

## スタッフ
- 企画：内閣府男女共同参画局[6]
- 制作：大広[6]

## その他
- 2019年1月29日、ケーブルテレビの「チャンネルおかざき」にて、本作のテレビ放送が行われた[7]。
- 森口博子がパーソナリティを務めるラジオ番組『Anison Days+』に小倉唯がゲスト出演した回（2019年2月23日放送）で、本作に共演した思い出が語られた[8][9]。さらに、当番組以前に森口と小倉が再会したライブイベント『KING SUPER LIVE』の楽屋の廊下で挨拶した際にも本作の共演の件を語り合ったことが番組内で伝えられた。
- ビデオの内容が表層的で具体性がなく、相談機関だけの紹介だけでは実行に結びつかないのではないかという指摘がある[注 3]。また、国民全体を啓発していくには、内閣府によるビデオやパンフレットなどの周知活動のみならず、NGOによる見解提示も行っていく必要があるとされる[10]。